# Баранда
Баранда је насеље у општини Опово, у Јужнобанатском округу, у Србији. Према попису из 2022. било је 1399 становника.

## Историја
По војним плановима из 1768. године планирано је стварање једног насеља између Опова и Сакула - Баранде. Садашња Баранда насељена је 1775-1778. године. Име је добила по Кикиндском насељу Баранда. Већина досељеника потицала је из Кикинде и Сен-Ђурђа, због чега је један део села и назван Шенђурцима. Неки су дошли из Меленаца и других насеља Горње илирске границе, која је управо тада расформирана. Чим је насељена, Баранда је укључена у оповачку чету XII немачко-банатске регименте у којој је остала све до њеног укидања, док је црквено-верским пословима припадала панчевачком протопијату Темишварске епархије. Осим земљорадњом, Баранђани су се бавили и другим привредним делатностима, у првом реду домаћом радиношћу, ловом и риболовом, као и сточарством које је најрентабилније. Број становника у Баранди средином 19. века је опадао. Тако је 1847. године било 2330 православаца, а две деценије потом 1867. године 2133 житеља.
Добровољно ватрогасно друштво у месту је званично регистровано 1893. године.
Године 1905. Баранда је велика општина у Ковачичком срезу (Анталфалва). Ту живи 1972 становника у 415 домова, Срби доминирају по свему. Има их 1935 православних душа са 409 кућа. Од јавних здања ту су српска православна црква и две комуналне школе. У Баранди ради само пошта, брзојав је у суседном Опову.

## Црква и школа
Православни храм посвећен Св. Николи је подигнут 1812-1814. године, а обновљен 1978. године. Иконописац из Великог Бечкерека, Георгије Поповић осликао је иконостас 1814. године. Чишћење икона на иконостасу обавио је 1930. године Антон Кожеља.
Парохијско звање у Баранди је основано 1768. године. Црквене матичне књиге рођених и умрлих се воде од 1779. године, а матица венчаних од 1780. године. Пописани су 1797. године православни свештеници у Темишварској епархији. У Баранди су тада пароси, поп Аврам Зебић (рукоп. 1781) и поп Живојин Раданов (1754). Поп Аврам је поред српског језика, знао румунски и немачки. По државном шематизму православног клира у Угарској, 1846. године у Баранди живи 2330 православних житеља, пароси су: Гаврил Арсеновић и Стефан Женар, а капелан Живојин Арсеновић. Претплатници једне црквене књиге били су 1868. године баранђански пароси: Василије Женар (од 1859) и Константин Поповић. Почетком 20. века православна парохија је друге платежне класе, има парохијски дом, а парохијска сесија износи 33 кј. земље. Поп Константин Стануловић родом из Бочара, баранђански парох је био (1897-1907). године.
У Баранди је рођен 1862. године Митрополит рашко-призренски Нићифор Перић, егзарх Горње Мезије. Школовао се у родном месту и Београду, а монашки чин је примио у манастиру Враћевшници 1880. године, када је заменио дотадашње име Никола. Већ следеће 1881. године је рукоположен за презвитера у Карановцу, да би потом завршио Богословију у Београду 1889. године. Његов заштитник митрополит Михајло га је произвео у синђела, и поставио за намесника манастира Раванице. Животни пут га онда води 1893. године у Цариград где је изабран за наставника тамошње српске гимназије. На молбу митрополита скопског Методија, прешао је 1896. године у Скопље где је био уз митрополита, протосинђел архимандрит. Ту се истакао на просветном пољу након смрти Методија. Уследило је његово странствовање на острву Патмос и Цариграду, а 1899. године је био постављен за настојатеља и протојереја цркве Св. апостола у Ферикеју. Исте године је изабран за митрополита рашко-призренског и отишао на Косово.
Учитељ у народној школи у Баранди био је 1825. године Александар Максимовић. Школа у Баранди је 1846. године имала 220 ученика, којима је предавао учитељ Тома Петковић (1842-1847). Школа је од 1873. године комунална и има два здања; једно из 1863. а друго из 1892. године. У једном здању је једна школска дворница са 4-6. разредом, а у другом су 1-3. разред.
Баранђански учитељи у 20. веку били су: Никола Недић (1896-) Јулијана Којић родом из Панчева (1898-), Ђорђе Радак (1907-1908), Олга Ђукановић (-1921), Михајло Вукадиновић родом из Ботоша (1995-1926. - пензионисан), Вукомир Видић (-1935), Мара Бељин (1936-), Добрила Костић (-1938), Јелена Павловић (1938-), Јула Каћански (1941-).

## Демографија
Баранда је 1865. године имала 2115 становника, у једној парохији прве класе. У насељу Баранда живи 1269 пунолетних становника, а просечна старост становништва износи 39,2 година (37,7 код мушкараца и 40,7 код жена). У насељу има 492 домаћинства, а просечан број чланова по домаћинству је 3,35.
Ово насеље је великим делом насељено Србима (према попису из 2002. године).
|             | \| Демографија[9] \| Демографија[9] \| Демографија[9] \| \| Година \| Становника \| Становника \| \| -------------- \| -------------- \| -------------- \| \| 1948. \| 1.917 \| \| \| 1953. \| 1.934 \| \| \| 1961. \| 1.841 \| \| \| 1971. \| 1.671 \| \| \| 1981. \| 1.656 \| \| \| 1991. \| 1.690 \| 1.662 \| \| 2002. \| 1.648 \| 1.686 \| \| 2011. \| 1.544 \| \| |            |
| Демографија | |            |
| Година      | Становника | Становника |
| 1948.       | 1.917 |            |
| 1953.       | 1.934 |            |
| 1961.       | 1.841 |            |
| 1971.       | 1.671 |            |
| 1981.       | 1.656 |            |
| 1991.       | 1.690 | 1.662      |
| 2002.       | 1.648 | 1.686      |
| 2011.       | 1.544 |            |

| Етнички састав према попису из 2002.‍ | Етнички састав према попису из 2002.‍ | Етнички састав према попису из 2002.‍ | Етнички састав према попису из 2002.‍ | Етнички састав према попису из 2002.‍ |
| ------------------------------------ | ------------------------------------ | ------------------------------------ | ------------------------------------ | ------------------------------------ |
|                                      |                                      |                                      |                                      |                                      |
| Срби                                 | Срби                                 |                                      | 1.542                                | 93,56%                               |
| Роми                                 | Роми                                 |                                      | 42                                   | 2,54%                                |
| Мађари                               | Мађари                               |                                      | 13                                   | 0,78%                                |
| Хрвати                               | Хрвати                               |                                      | 10                                   | 0,60%                                |
| Југословени                          | Југословени                          |                                      | 6                                    | 0,36%                                |
| Словаци                              | Словаци                              |                                      | 5                                    | 0,30%                                |
| Румуни                               | Румуни                               |                                      | 4                                    | 0,24%                                |
| Црногорци                            | Црногорци                            |                                      | 3                                    | 0,18%                                |
| Руси                                 | Руси                                 |                                      | 2                                    | 0,12%                                |
| Македонци                            | Македонци                            |                                      | 1                                    | 0,06%                                |
| Бугари                               | Бугари                               |                                      | 1                                    | 0,06%                                |
| Албанци                              | Албанци                              |                                      | 1                                    | 0,06%                                |
| непознато                            | непознато                            |                                      | 16                                   | 0,97%                                |

| \| \| м \| \| \| ж \| \| ? \| 2 \| \| \| 2 \| \| 80+ \| 20 \| \| \| 18 \| \| 75—79 \| 16 \| \| \| 32 \| \| 70—74 \| 43 \| \| \| 46 \| \| 65—69 \| 48 \| \| \| 58 \| \| 60—64 \| 40 \| \| \| 55 \| \| 55—59 \| 34 \| \| \| 44 \| \| 50—54 \| 51 \| \| \| 49 \| \| 45—49 \| 75 \| \| \| 54 \| \| 40—44 \| 63 \| \| \| 55 \| \| 35—39 \| 63 \| \| \| 42 \| \| 30—34 \| 49 \| \| \| 63 \| \| 25—29 \| 47 \| \| \| 37 \| \| 20—24 \| 58 \| \| \| 54 \| \| 15—19 \| 65 \| \| \| 52 \| \| 10—14 \| 66 \| \| \| 55 \| \| 5—9 \| 57 \| \| \| 54 \| \| 0—4 \| 47 \| \| \| 34 \| \| Просек : \| 37,7 \| \| \| 40,7 \| |      |  |  |      |
| |      |  |  |      |
| | м    |  |  | ж    |
| ? | 2    |  |  | 2    |
| 80+ | 20   |  |  | 18   |
| 75—79 | 16   |  |  | 32   |
| 70—74 | 43   |  |  | 46   |
| 65—69 | 48   |  |  | 58   |
| 60—64 | 40   |  |  | 55   |
| 55—59 | 34   |  |  | 44   |
| 50—54 | 51   |  |  | 49   |
| 45—49 | 75   |  |  | 54   |
| 40—44 | 63   |  |  | 55   |
| 35—39 | 63   |  |  | 42   |
| 30—34 | 49   |  |  | 63   |
| 25—29 | 47   |  |  | 37   |
| 20—24 | 58   |  |  | 54   |
| 15—19 | 65   |  |  | 52   |
| 10—14 | 66   |  |  | 55   |
| 5—9 | 57   |  |  | 54   |
| 0—4 | 47   |  |  | 34   |
| Просек : | 37,7 |  |  | 40,7 |

| Година пописа     | 1948. | 1953. | 1961. | 1971. | 1981. | 1991. | 2002. |
| ----------------- | ----- | ----- | ----- | ----- | ----- | ----- | ----- |
| Број домаћинстава | 463   | 465   | 494   | 469   | 492   | 474   | 492   |

| Број чланова      | 1  | 2   | 3  | 4  | 5  | 6  | 7  | 8 | 9 | 10 и више | Просек |
| ----------------- | -- | --- | -- | -- | -- | -- | -- | - | - | --------- | ------ |
| Број домаћинстава | 90 | 111 | 72 | 84 | 65 | 47 | 15 | 3 | 4 | 1         | 3,35   |

| Пол    | Укупно | Неожењен/Неудата | Ожењен/Удата | Удовац/Удовица | Разведен/Разведена | Непознато |
| ------ | ------ | ---------------- | ------------ | -------------- | ------------------ | --------- |
| Мушки  | 674    | 184              | 415          | 47             | 24                 | 4         |
| Женски | 661    | 106              | 413          | 121            | 16                 | 5         |
| УКУПНО | 1.335  | 290              | 828          | 168            | 40                 | 9         |

| Пол    | Укупно                    | Пољопривреда, лов и шумарство | Рибарство                            | Вађење руде и камена | Прерађивачка индустрија       |
| ------ | ------------------------- | ----------------------------- | ------------------------------------ | -------------------- | ----------------------------- |
| Мушки  | 424                       | 241                           | 15                                   | 0                    | 69                            |
| Женски | 220                       | 124                           | 2                                    | 0                    | 12                            |
| Укупно | 644                       | 365                           | 17                                   | 0                    | 81                            |
|        |                           |                               |                                      |                      |                               |
| Пол    | Производња и снабдевање   | Грађевинарство                | Трговина                             | Хотели и ресторани   | Саобраћај, складиштење и везе |
| Мушки  | 2                         | 21                            | 27                                   | 2                    | 14                            |
| Женски | 2                         | 2                             | 28                                   | 2                    | 3                             |
| Укупно | 4                         | 23                            | 55                                   | 4                    | 17                            |
|        |                           |                               |                                      |                      |                               |
| Пол    | Финансијско посредовање   | Некретнине                    | Државна управа и одбрана             | Образовање           | Здравствени и социјални рад   |
| Мушки  | 1                         | 4                             | 8                                    | 5                    | 2                             |
| Женски | 3                         | 4                             | 5                                    | 10                   | 18                            |
| Укупно | 4                         | 8                             | 13                                   | 15                   | 20                            |
|        |                           |                               |                                      |                      |                               |
| Пол    | Остале услужне активности | Приватна домаћинства          | Екстериторијалне организације и тела | Непознато            | Непознато                     |
| Мушки  | 6                         | 0                             | 0                                    | 7                    | 7                             |
| Женски | 3                         | 2                             | 0                                    | 0                    | 0                             |
| Укупно | 9                         | 2                             | 0                                    | 7                    | 7                             |

## Занимљивости
У Баранди је рођена Олга Петров (1920—1942) учитељица и учесница НОР-а, проглашена за народног хероја.
У Баранди живи и ствара српски глумац, редитељ, продуцент Драган Бјелогрлић.
У Баранди постоји филмски студио; ту су снимане телевизијске серије „Вратиће се роде“ и „Сенке над Балканом“, као и филмови „Роде у магли“ и „Монтевидео, Бог те видео!“, као и „Монтевидео, видимо се!“.